# Ламбер, Эли
Эли́ Ламбе́р (фр. Élie Lambert, 10 апреля 1888, Байонна — 23 апреля 1961, Париж) — французский историк искусства и археолог.
Эли Ламбер родился в Байонне в 1888 году. Изучал германистику в Высшей нормальной школе. С 1924 по 1926 год преподавал немецкий язык в лицее Амьена. Затем, с 1926 по 1937 год, преподавал историю искусств на филологическом факультете в университете города Кана. Был директором парижского Института искусств и археологии и, с 1954 года, членом Академии надписей и изящной словесности.
Основные сферы интересов — искусство Испании и Португалии, готическая архитектура, взаимосвязь христианского и мусульманского искусства на Пиренейском полуострове. Автор ряда монографий об архитектуре юга Франции. Некоторые работы публиковал под псевдонимом «Эмиль Берла».